# Tinguéra
Tinguéra est un village du département et la commune rurale de Tiankoura, dont il est le chef-lieu, situé dans la province de la Bougouriba et la région du Sud-Ouest) au Burkina Faso.

## Géographie

### Démographie
- En 2006, le village comptait 799 habitants recensés, dont 53 % de femmes[1].